# Vindornyafok, Zala
Vindornyafok  este un sat în districtul Keszthely, județul Zala, Ungaria, având o populație de 124 de locuitori (2011). 

## Demografie
Componența etnică a satului Vindornyafok
     Maghiari (73,42%)
     Germani (22,78%)
     Necunoscut (3,8%)
     Alții (3,8%)
Componența confesională a satului Vindornyafok
     Romano-catolici (51,61%)
     Fără religie (8,06%)
     Luterani (3,23%)
     Necunoscută (37,1%)
Conform recensământului din 2011, satul Vindornyafok avea 124 de locuitori. Din punct de vedere etnic, majoritatea locuitorilor (73,42%) erau maghiari, cu o minoritate de germani (22,78%). Apartenența etnică nu este cunoscută în cazul a 3,8% din locuitori.  Din punct de vedere confesional, majoritatea locuitorilor (51,61%) erau romano-catolici, existând și minorități de persoane fără religie (8,06%) și luterani (3,23%). Pentru 37,1% din locuitori nu este cunoscută apartenența confesională.